# 電気通信事業法
電気通信事業法（でんきつうしんじぎょうほう、昭和59年12月25日法律第86号）は、電気通信事業に関する日本の法律である。
日本電信電話公社（現・NTTグループ）の民営化にあたり、日本電信電話株式会社等に関する法律（NTT法）と同時に成立、公布されたもので、総務省総合通信基盤局事業政策課および電気通信技術システム課が所管する。

## 構成
- 第1章 - 総則（第1条 - 第5条）
  - 第2条（定義）
  - 第3条（検閲の禁止）
  - 第4条（秘密の保護）
- 第2章 - 電気通信事業 
  - 第1節 - 総則（第6条 - 第8条）
  - 第2節 - 事業の登録等（第9条 - 第18条）
  - 第3節 - 業務（第19条 - 第40条）
  - 第4節 - 電気通信設備 
    - 第1款 - 電気通信事業の用に供する電気通信設備（第41条 - 第49条）
    - 第2款 - 端末設備の接続等（第50条 - 第51条）
    - 第3款 - 端末設備の接続等（第52条 - 第73条）

  - 第5節 - 届出媒介等業務受託者（第73条の2 - 第73条の4）
  - 第6節 - 指定試験機関等 
    - 第1款 - 指定試験機関（第74条 - 第85条）
    - 第2款 - 登録講習機関（第85条の2 - 第85条の15）
    - 第2款 - 登録認定機関（第86条 - 第103条）
    - 第3款 - 承認認定機関（第104条 - 第105条）

  - 第7節 - 基礎的電気通信役務支援機関（第106条 - 第116条）
  - 第8節 - 認定送信型電気通信設備サイバー攻撃対処境界（第116条の2 - 第116条の8）
- 第3章 - 土地の使用等 
  - 第1節 - 事業の認定（第117条 - 第127条）
  - 第2節 - 土地の使用（第128条 - 第143条）
- 第4章 - 電気通信紛争処理委員会 
  - 第1節 - 設置及び組織（第144条 - 第153条）
  - 第2節 - あつせん及び仲裁（第154条 - 第159条）
  - 第3節 - 諮問等（第160条 - 第162条）
- 第5章 - 雑則（第163条 - 第176条の2）
- 第6章 - 罰則（第177条 - 第193条）
- 附則

## 資格
- 電気通信主任技術者（伝送交換、線路）
- 工事担任者（AI第1種 - 第3種、DD第1種 - 第3種、AI・DD総合種）